# Мухін Андрій Олександрович
Андрій Олександрович Мухін (нар. 31 січня 1975, Ворошиловград) — український футболіст, який грав на позиції півзахисника і нападника. Найбільш відомий за виступами в низці клубів української вищої ліги та в клубах вищих дивізіонів Грузії і Білорусі.

## Кар'єра футболіста
Андрій Мухін народився у Ворошиловграді, та розпочав займатися футболом у школі місцевого клубу «Зоря», пізніше продовжив займатися футболом у місцевому спортінтернаті. У професійному футболі Мухін дебютував у 1991 році в команді радянської другої нижчої ліги «Хімік» з Сєвєродонецька, а наступного року грав у її складі в першій українській лізі. У другій половині 2002 року футболіст грав у аматорській команді з Луганська «Світлофор», а з початку 1993 року грав у складі команди перехідної української ліги «Динамо» з Луганська. На початку 1994 року Мухін перейшов до складу команди української вищої ліги «Зоря» з Луганська, та грав у її складі до початку 1995 року, провівши в складі луганського клубу 31 матч чемпіонату. Навесні 1995 року футболіст перейшов до складу іншої команди вищого українського дивізіону «Металург» із Запоріжжя, та до кінця першості зіграв у її складі 5 матчів. Далі в 1996 році Андрій Мухін грав у складі аматорської команди «Авангард-Індустрія-2» з Ровеньків.
Протягом 1997 року Мухін грав у складі другої команди донецького «Шахтаря» в другій українській лізі, а протягом 1998 року грав у складі команди першої української ліги «Сталь» з Алчевська. На початку 1999 року футболіст перейшов до складу аматорської команди «Еллада-Енергія», а в другій половині року грав у складі команди вищої ліги «Металург» з Донецька, одночасно залучався до її фарм-клубу «Машинобудівник» з Дружківки. На початку 2000 року Мухін перебував у складі олександрійської «Поліграфтехніки», проте знаходився лише на лаві запасних і на поле не виходив. У другій половині року футболіст знову грав у складі луганської «Зорі».
На початку 2001 року Андрій Мухін став гравцем грузинського клубу вищого дивізіону «Мерані-91» з Тбілісі, в якому грав до кінця року. На початку 2002 року футболіст повертається в Україну, де спочатку грає у складі аматорської команди «Схід-Енергія», а пізніше в аматорській команді «Шахтар» з Луганська, яка з початку сезону 2002—2003 років грала в другій лізі. На початку 2003 року Мухін грав у складі луганської «Зорі», за підсумками сезону команда здобула путівку до першої ліги, й у другій половині року він грав у складі «Зорі» вже в першій лізі. На початку 2004 року Мухін грав у складі команди першої ліги «Полісся» з Житомира. У другій половині року він грав у складі команди вищої ліги Білорусі «Даріда». У 2005—2006 роках Андрій Мухін грав у аматорських клубах — українському «Незалежність» (Біловодськ) і російському «Мир» (Сулін), після чого завершив виступи на футбольних полях.